# (16689) Vistula
(16689) Vistula ist ein Asteroid des Hauptgürtels, der am 12. August 1994 vom belgischen Astronomen Eric Walter Elst am La-Silla-Observatorium der Europäischen Südsternwarte (IAU-Code 809) in Chile entdeckt wurde.
Der Asteroid wurde am 9. August 2006 nach der lateinischen Bezeichnung des Flusses Weichsel benannt, die nach 1048 Kilometern das Weichseldelta bildet und östlich von Danzig in die Ostsee mündet.